# Samuel Hahnemann
Christian Friedrich Samuel Hahnemann (Meißen, Saxônia, 10 de abril de 1755 – Paris, 2 de julho de 1843) foi um médico alemão, fundador da homeopatia em 1779.

## Biografia
Era filho de Christian Gottfried Hahnemann, um pintor de porcelana, considerado um mestre na sua arte. Foi o terceiro de quatro filhos do segundo casamento de seu pai, a quem considerava como seu "mestre", dada a coincidência de posições sobre a dignidade e moralidade que ambos partilhavam.
Seu pai sempre tentou fazer com que o seu filho continuasse a sua profissão, mas o jovem Hahnemann resolveu-se pela sua forte inclinação intelectual. A sua insaciável procura por conhecimento tornou-o aluno predilecto do seu professor que, após os estudos primários, convenceu o pai de Samuel a deixá-lo seguir estudos em St. Afra como aluno particular do professor Müller. Era aluno externo, pelo que residia com o professor e não pagava a escolaridade. Esta escola era frequentada por nobres locais, e tinha reputação de seriedade e qualidade de ensino.
Hahnemann foi para Leipzig em 1775, depois de terminar os estudos de liceu, estudar medicina. Leipzig era, nessa altura, a capital intelectual da Saxónia. A sua Universidade era muito famosa. A faculdade de medicina apenas contemplava disciplinas de ensino teórico, descurando o ensino perto do doente, o que acontecia em todas as faculdades de medicina da Europa. Este tendência de dar mais importância à teoria que à prática encontrar-se-ia difundida por toda a Alemanha em 1790, o que explica o atraso científico das universidades alemãs da altura. Durante a estadia em Leipzig, Samuel Hahnemann fez muitas traduções de obras no domínio da medicina e química, o que permitiu estudar em pormenor estes campos.
Em 1777 Hahnemann dirige-se para Viena, onde vai frequentar a nova escola médica de Van Swieten, que tomava como importante a observação e ensino clínico junto do doente. Durante mais de seis meses Hahnemann acompanhou e observou as visitas do Dr. Joseph Quarin ao Hospital onde era médico responsável. Este médico melhorou as condições de diversos hospitais e aperfeiçoou a clínica médica.
Depois de seis meses em Viena, Hahnemann torna-se médico privado e bibliotecário do Governador de Transilvância. Em 1779 vai para Erlangen, onde defende a sua tese de doutoramento em medicina, seguindo depois para Dessau, onde conhece o farmacêutico Haeseler e a sua filha Henriette, com quem casou.
Na sala interior da farmácia do seu sogro inicia as suas experiências de química, ao mesmo tempo que mantém a actividade médica. Continuou o seu trabalho em traduções, às quais acrescentou sempre anotações pessoais, que o ajudaram a ficar conhecido na Alemanha. Trabalhou muito na pesquisa química, publicando diversos artigos em várias revistas de química e farmácia.
Quando estava a traduzir a obra As leituras da Matéria Médica de Cullen, Hahnemann escreveu uma anotação onde criticou a opinião do autor sobre os efeitos da quina no tratamento da malária, que dizia tratar pelo seu sabor amargo. Hahnemann escreveu que não se pode considerar que a quina cure a malária por ser amarga, mas por causar os efeitos semelhantes aos da malária se tomada por alguém saudável, o que ele experimentou. Isto dá origem ao primeiro enunciado do princípio da semelhança.
Hahnemann confirmou as suas descobertas no que diz respeito à chinchona, ao observar que os trabalhadores das fábricas de quinino sofriam do envenenamento da chinchona, que era semelhante à febre intermitente. Começou então a perceber que um remédio pode provocar as condições mórbidas de doença como curá-las, quando testado em voluntários humanos saudáveis. Mais tarde teve dois casos que ajudaram a essa sua teoria. Numa família com quatro crianças, três tiveram escarlatina e apenas uma, que estava a tomar Belladona para a artrite, escapou à infecção. Numa outra família com oito crianças, três tinham escarlatina, e Hahnemann deu às outras cinco Belladona em doses muito baixas. Nenhuma das cinco crianças ficou doente.
A partir de 1796, Hahnemann volta aos seus trabalhos de tradução, apurando a sua doutrina e publicando diversos artigos em jornais de medicina prática. Nestes artigos expunha os absurdos e erros da medicina ortodoxa, a que eles chamava Alopatia. Durante anos andou inconstante, mudando de casa diversas vezes em poucos anos. Os seus recursos vinham quase exclusivamente das suas traduções.
Em 1804 mantém-se em Torgau por sete anos, praticando medicina regularmente, num longo período de estabilidade. Regressa depois a Leipzig, e muda de casa mais duas vezes. Em Köthen exerceu prática médica regular, dando. lhe finalmente alguma estabilidade financeira, sendo então o período de maturidade da doutrina homeopática. Juntaram-se-lhe a ele diversos entusiastas da prática em conjunto, testaram várias drogas com todos os cuidados possíveis para eliminar o erro. Estes testes foram meticulosamente relatados, formando o núcleo da matéria médica homeopática, compilados na clássica Matéria Médica Pura (1811).
Durante alguns anos foi estudando diversas drogas e seus efeitos e aplicações, ficando com uma profunda compreensão da patogenesia de muitas substâncias poderosas, e utilizou-as como remédios. Nesta base construiu a arte da prática homeopática. Devido aos relatos incompletos ou inadequados dos toxicologistas, patologistas e clínicos, Hahnemann não teve opção senão testar os remédios e venenos em indivíduos saudáveis, que seriam ele, a sua família e amigos.
Em 1810, Hahnemann publicou a primeira edição do famoso ORGANON da medicina racional, que foi uma ampliação do seu trabalho A medicina da experiência. Em vida publicou mais quatro edições, corrigidas e aumentadas em função das modificações da sua teoria, segundo a sua experiência. Passou a chamar-se ORGANON A Arte de Curar. Este livro se tornou um clássico em pouco tempo.

## Obras
Quase todo o espólio manuscrito de Hahnemann e todas as primeiras edições são mantidas no Instituto de História da Medicina da Fundação Robert Bosch em Stuttgart.
- Conspectus adfectuum spasmodicorum aetiologicus et therapeuticus (Dissertação). Erlangen 1779. (Disponível como reimpressão e na tradução alemã: Visão geral dos estados convulsivos de acordo com causa e cura. Bad Langensalza, Reimpressão 1779/2007, Verlag Rockstuhl, ISBN 978-3-938997-98-7.)
- Anleitung, alte Schäden und faule Geschwüre gründlich zu heilen. Leipzig 1784, Crusius.
- Ueber die Arsenikvergiftung, ihre Hülfe und gerichtliche Ausmittelung. Leipzig 1786, Crusius.
- Abhandlung über die Vorurteile gegen die Steinkohlenfeuerung. Dresden 1787, Waltherische Hofbuchhaltung.
- Unterricht für Wundärzte über die venerischen Krankheiten, nebst einem neuen Quecksilberpräparate. Leipzig 1787. Crusius. ((Texto completo no Google )
- Ueber die Weinprobe auf Eisen und Blei. Leipzig 1788.
- Freund der Gesundheit. Frankfurt 1792.
- Apothekerlexikon. 4 Theile in 2 Bänden, Leipzig 1793–1798. (Online em zeno.org , 2.Volumes )
- Striche zur Schilderung Klockenbrings während seines Trübsinns. In: Deutsche Monatsschrift, 1. Jg. (1796), S. 147–159.
- Versuch über ein neues Princip zur Auffindung der Heilkräfte der Arzneisubstanzen, nebst einigen Blicken auf die bisherigen. In: Hufelands Journal der practischen Arzneykunde, Bd. 2 (1796), 3. Stück, S. 391–439 (texto completo no Google ) sowie 4. Stück, S. 465–561 (texto completo no Google )
- Heilung und Verhütung des Scharlach-Fiebers. Gotha 1801.
- Ueber die Kraft kleiner Gaben der Arzneien und der Belladonna insbesondere. In: Hufelands Journal der practischen Arzneykunde, Band 13 (1801), 2. Stück, S. 152–159.
- Der Kaffee in seinen Wirkungen. Leipzig 1803.
- Fragmenta de viribus medicamentorum positivis sive in sano corpore humano observatis. Leipzig 1805, Barthius.
- Heilkunde der Erfahrung. In: Hufelands Journal der practischen Arzneykunde, Band 22 (1805), 3. Stück, S. 5–99 (texto completo no Google Livros)
- Fingerzeige auf den homöopathischen Gebrauch der Arzneien in der bisherigen Praxis. In: Hufelands Journal der practischen Arzneykunde, Bd. 26 (1807), 2. Stück, S. 5–43. Disponível online no Google Livros.
- Ueber den Werth der speculativen Arzneisysteme, besonders im Gegenhalt der mit ihnen gepaarten, gewöhnlichen Praxis. In: Allgemeiner Anzeiger der Deutschen (1808).
- Auszug eines Briefes an einen Arzt von hohem Range über die höchst nöthige Wiedergeburt der Heilkunde. In: Allgemeiner Anzeiger der Deutschen (1808).
- Organon der rationellen Heilkunde. Arnoldische Buchhandlung, Dresden 1810. (Digitalisat und Volltext im Deutschen Textarchiv); Digitalisierte Ausgabe - Universitäts- und Landesbibliothek Düsseldorf
  - Spätere, jeweils vermehrte und veränderte Auflagen unter dem Titel: Organon der Heilkunst. 2. Auflage: Dresden 1819. 3. Auflage: Dresden 1824. 4. Auflage: Dresden und Leipzig 1829. 5. Auflage: Dresden und Leipzig 1833 (texto completo no ). 6. Auflage (posthum): Leipzig 1921 (nach der handschriftlichen Neubearbeitung Hahnemanns hrsg. und mit Vorwort versehen von Richard Haehl); (Disponível online em zeno.org). Textkritische Ausgabe der 6. Auflage, besorgt von Josef M. Schmidt, Heidelberg 1991
- Reine Arzneimittellehre. Theil 1–6. Leipzig, 1811–1821. Zweite, vermehrte Auflage: Leipzig 1822–1827. (Online em zeno.org )
  - 3. 2. Aufl. 1825
  - 4. 2., verm. Aufl. 1825
  - 5. 2. Aufl. 1826
  - 6. 2. Aufl. 1827
- De helleborismo veterum. Leipzig 1812.
- Die chronischen Krankheiten. Ihre eigenthümliche Natur und homöopathische Heilung, Theil 1–5. Erste Auflage: Leipzig 1828–1830. Zweite, veränderte und vermehrte Auflage: Leipzig und Dresden 1835–1839. (Online em zeno.org )
- Allöopathie. Ein Wort der Warnung an Kranke jeder Art. Leipzig 1831.(texto completo no Google )
- Heilung der asiatischen Cholera und Schützung vor derselben. Nürnberg 1831. Digitalisat, Uni Tübingen
- Sicherste Ausrottung und Heilung der asiatischen Cholera. Leipzig 1831, Glück.
- Sendschreiben über die Heilung der Cholera und die Sicherung vor Ansteckung am Krankenbette. Berlin 1831, Hirschwald. (texto completo no Google )
- Zur elektronischen Volltextsuche liegt eine CD-ROM-Ausgabe der Directmedia Publishing GmbH aus dem Jahr 2005 vor. Die Ausgabe mit dem Titel: Die Geburt der Homöopathie – Samuel Hahnemanns Werke enthält die Werke: Versuch über ein neues Prinzip zur Auffindung der Arzneisubstanzen. Jena; Academische Buchhandlung 1796, Heilkunde der Erfahrung, Berlin; Wittich, 1805, Organon der Heilkunst, 5. Aufl., Dresden, Leipzig; Arnold 1833, Organon der Heilkunst. 6. Aufl., Ulm; Haug 1958, Reine Arzneimittellehre. 6 volumes, 2. u. 3. Aufl., Dresden, Leipzig; Arnold 1825–1839 und Die chronischen Krankheiten. 5 Bände, 2. Aufl., Dresden, Leipzig; Arnold 1835–1839 (ISBN 3-89853-016-7).

### Traduções
- William Falconer: Versuch über die mineralischen Wasser, 1777.
- Jean Baptiste van den Sande: Die Kennzeichen der Güte und Verfälschung der Arzneimittel, 1787.
- Joseph Berrington: Geschichte Abälards und der Heloise, Leipzig 1789.
- William Cullen: Abhandlung über die Materia Medika, übersetzt und mit Anmerkungen versehen von S.H. 2 volumes. Leipzig 1790.
- D. Monro: Chemisch pharmaceutische Arzneimittellehre. Übersetzt und mit Anmerkungen versehen von S.H. 2 volumes. Leipzig 1791.
- Neues Edinburgher Dispensatorium, Leipzig 1797/1798.

### Correspondência
- Martin Stahl: Der Briefwechsel zwischen Samuel Hahnemann und Clemens von Bönninghausen. (Medizinische Dissertation, Göttingen 1995), Heidelberg 1997 (= Quellen und Studien zur Homöopathiegeschichte, 3)